# María Teresa Torró Flor
Torró  Flor est un nom espagnol. Le premier nom de famille, en général paternel, est Torró ; le second, en général maternel, souvent omis, est Flor.
María Teresa Torró Flor, née le 2 mai 1992 à Villena, est une joueuse de tennis espagnole, professionnelle de 2009 à 2018.
En janvier 2013, elle remporte le double du tournoi d'Hobart avec sa compatriote Garbiñe Muguruza lors de sa première participation en double à un tournoi WTA.
En battant Mariana Duque Mariño au 2e tour de l'Open Saint-Gaudens en mai 2015, elle bat le record de victoires consécutives sur le circuit ITF, alors détenu depuis mai 2012 par Casey Dellacqua qui s'était arrêté à 31 matchs sans défaite,. Elle remporte ensuite le tournoi pour augmenter son record à 35 succès d'affilée.

## Palmarès

### Titre en simple dames
| No | Date       | Nom et lieu du tournoi               | Catégorie | Dotation  | Surface      | Finaliste      | Score         |          |
| -- | ---------- | ------------------------------------ | --------- | --------- | ------------ | -------------- | ------------- | -------- |
| 1  | 21-04-2014 | GP Princesse Lalla Meryem, Marrakech | Intern'l  | 250 000 $ | Terre (ext.) | Romina Oprandi | 6-3, 3-6, 6-3 | Parcours |

### Finale en simple dames
Aucune

### Titres en double dames
| No | Date       | Nom et lieu du tournoi        | Catégorie | Dotation  | Surface      | Partenaire        | Finalistes                       | Score              |          |
| -- | ---------- | ----------------------------- | --------- | --------- | ------------ | ----------------- | -------------------------------- | ------------------ | -------- |
| 1  | 07-01-2013 | Moorilla International Hobart | Intern'l  | 235 000 $ | Dur (ext.)   | Garbiñe Muguruza  | Tímea Babos Mandy Minella        | 6-3, 7-65          | Parcours |
| 2  | 14-07-2014 | Swedish Open Båstad           | Intern'l  | 250 000 $ | Terre (ext.) | Andreja Klepač    | Jocelyn Rae Anna Smith           | 6-1, 6-1           | Parcours |
| 3  | 23-02-2015 | Abierto Mexicano Acapulco     | Intern'l  | 250 000 $ | Dur (ext.)   | Lara Arruabarrena | Andrea Hlaváčková Lucie Hradecká | 7-62, 5-7, [13-11] | Parcours |

### Finale en double dames
| No | Date       | Nom et lieu du tournoi                | Catégorie | Dotation  | Surface      | Vainqueures                         | Partenaire     | Score            |          |
| -- | ---------- | ------------------------------------- | --------- | --------- | ------------ | ----------------------------------- | -------------- | ---------------- | -------- |
| 1  | 07-07-2014 | Nürnberger Gastein Ladies Bad Gastein | Intern'l  | 250 000 $ | Terre (ext.) | Karolína Plíšková Kristýna Plíšková | Andreja Klepač | 4-6, 6-3, [10-6] | Parcours |

## Parcours en Grand Chelem

### En simple dames
| Année | Open d'Australie                                    | Open d'Australie  | Internationaux de France | Internationaux de France | Wimbledon                                          | Wimbledon                                          | US Open                                           | US Open             |
| ----- | --------------------------------------------------- | ----------------- | ------------------------ | ------------------------ | -------------------------------------------------- | -------------------------------------------------- | ------------------------------------------------- | ------------------- |
| 2012  | —                                                   | —                 | —                        | —                        | —                                                  | —                                                  | Q1 \|\| style="text-align:left" \| Elitsa Kostova |                     |
| 2013  | 1er tour (1/64)                                     | Bojana Jovanovski | 2e tour (1/32)           | Sabine Lisicki           | 2e tour (1/32)                                     | Dominika Cibulková                                 | 2e tour (1/32)                                    | Agnieszka Radwańska |
| 2014  | -                                                   | -                 | 3e tour (1/16)           | Simona Halep             | 1er tour (1/64)                                    | Venus Williams                                     | 1er tour (1/64)                                   | Jana Čepelová       |
| 2015  | 1er tour (1/64)                                     | Venus Williams    | 1er tour (1/64)          | Victoria Azarenka        | Q2 \|\| style="text-align:left" \| Olga Govortsova | Q2 \|\| style="text-align:left" \| Anett Kontaveit |                                                   |                     |
| 2016  | Q1 \|\| style="text-align:left" \| Paula Kania      | —                 | —                        | —                        | —                                                  | —                                                  | —                                                 |                     |
|       |                                                     |                   |                          |                          |                                                    |                                                    |                                                   |                     |
| 2018  | Q1 \|\| style="text-align:left" \| Viktória Kužmová | —                 | —                        | —                        | —                                                  | —                                                  | —                                                 |                     |

à droite du résultat, l’ultime adversaire.

### En double dames
| Année | Open d'Australie            | Open d'Australie              | Internationaux de France    | Internationaux de France    | Wimbledon                    | Wimbledon                  | US Open                      | US Open                   |
| ----- | --------------------------- | ----------------------------- | --------------------------- | --------------------------- | ---------------------------- | -------------------------- | ---------------------------- | ------------------------- |
| 2013  | -                           | -                             | 1er tour (1/32) L. Tsurenko | K. Mladenovic G. Voskoboeva | 1er tour (1/32) Ka. Plíšková | E. Makarova Elena Vesnina  | -                            | -                         |
| 2014  | -                           | -                             | 2e tour (1/16) A. Klepač    | G. Muguruza Carla Suárez    | 1er tour (1/32) A. Klepač    | Eva Hrdinová B. Jovanovski | 1er tour (1/32) A. Klepač    | Sara Errani Roberta Vinci |
| 2015  | 3e tour (1/8) Sílvia Soler  | E. Makarova Elena Vesnina     | 1/4 de finale Sílvia Soler  | E. Makarova Elena Vesnina   | -                            | -                          | 1er tour (1/32) Sílvia Soler | Nicole Gibbs T. Townsend  |
| 2016  | 1er tour (1/32) M. Irigoyen | Caroline Garcia K. Mladenovic | -                           | -                           | -                            | -                          | -                            | -                         |

sous le résultat, la partenaire ; à droite, l’ultime équipe adverse.

### En double mixte
| Année | Open d'Australie | Open d'Australie | Internationaux de France | Internationaux de France | Wimbledon                  | Wimbledon               | US Open | US Open |
| 2013  | -                | -                | -                        | -                        | 1er tour (1/32) N. Almagro | Johanna Konta D. Inglot | -       | -       |

sous le résultat, le partenaire ; à droite, l’ultime équipe adverse.

## Parcours en «Premier Mandatory» et «Premier 5»
Découlant d'une réforme du circuit WTA inaugurée en 2009, les tournois WTA « Premier Mandatory » et « Premier 5 » constituent les catégories d'épreuves les plus prestigieuses, après les quatre levées du Grand Chelem.

### En simple dames
| Année |              | Premier Mandatory            | Premier Mandatory           | Premier Mandatory                 | Premier Mandatory         |       | Premier 5 | Premier 5 | Premier 5  | Premier 5 | Premier 5 | Premier 5 | Premier 5                   |
| Année | Indian Wells | Miami                        | Madrid                      | Pékin                             |                           | Dubaï | Rome      | Canada    | Cincinnati |           | Tokyo     |           |                             |
| Année | Indian Wells | Miami                        | Madrid                      | Pékin                             |                           | Doha  | Rome      | Canada    | Cincinnati |           | Wuhan     |           |                             |
| Année | Indian Wells | Miami                        | Madrid                      | Pékin                             |                           |       | Rome      | Canada    | Cincinnati |           |           |           |                             |
| 2012  |              |                              |                             |                                   | 1er tour (1/32) A. Morita |       |           |           |            |           |           |           |                             |
| 2013  |              |                              |                             | 2e tour (1/16) M. Bartoli         |                           |       |           |           |            |           |           |           | 2e tour (1/16) A. Kerber    |
| 2014  |              | 3e tour (1/16) A. Kleybanova | 1er tour (1/64) A. Petkovic | 1er tour (1/32) A. Pavlyuchenkova |                           |       |           |           |            |           |           |           | 1er tour (1/32) G. Muguruza |
| 2015  |              |                              |                             | 1er tour (1/32) G. Muguruza       |                           |       |           |           |            |           |           |           |                             |

Sous le résultat, l’ultime adversaire.

### En double dames
| Année | Premier Mandatory | Premier Mandatory | Premier Mandatory | Premier Mandatory        | Premier Mandatory       | Premier Mandatory | Premier Mandatory | Premier Mandatory | Premier 5 | Premier 5 | Premier 5 | Premier 5 | Premier 5 | Premier 5 | Premier 5 | Premier 5 | Premier 5  | Premier 5  | Premier 5 | Premier 5 | Premier 5 | Premier 5 |
| Année | Indian Wells      | Indian Wells      | Miami             | Miami                    | Madrid                  | Madrid            | Pékin             | Pékin             | Dubaï     | Dubaï     | Doha      | Doha      | Rome      | Rome      | Canada    | Canada    | Cincinnati | Cincinnati | Tokyo     | Tokyo     | Wuhan     | Wuhan     |
| ----- | ----------------- | ----------------- | ----------------- | ------------------------ | ----------------------- | ----------------- | ----------------- | ----------------- | --------- | --------- | --------- | --------- | --------- | --------- | --------- | --------- | ---------- | ---------- | --------- | --------- | --------- | --------- |
| 2013  |                   |                   |                   |                          |                         |                   |                   |                   |           |           |           |           |           |           |           |           |            |            |           |           |           |           |
| —     | —                 | —                 | —                 | 1er tour (1/16) Muguruza | Pavlyuchenkova Šafářová | —                 | —                 |                   |           | —         | —         | —         | —         | —         | —         | —         | —          | —          | —         |           |           |           |

N.B. : le nom de la partenaire se trouve sous le résultat ; le nom des ultimes adversaires se trouve à droite.

## Parcours en Fed Cup
| #                                                                       | Date       | Lieu      | Surface      | Gagnante(s)                     | Perdante(s)                       | Score            |          |
|                                                                         |            |           |              |                                 |                                   |                  |          |
| 2013 - 1er tour (groupe mondial II) - Espagne - Ukraine - 3 : 1         |            |           |              |                                 |                                   |                  |          |
| 1                                                                       | 09/02/2013 | Alicante  | Terre (ext.) | M. T. Torró Flor                | Yuliya Beygelzimer                | 6-4, 6-2         | Parcours |
| 1                                                                       | 09/02/2013 | Alicante  | Terre (ext.) | Yuliya Beygelzimer Olga Savchuk | Nuria Llagostera M. T. Torró Flor | 6-3, 2-6, [10-5] | Parcours |
|                                                                         |            |           |              |                                 |                                   |                  |          |
| 2014 - 1er tour (groupe mondial) - Espagne - République tchèque - 2 : 3 |            |           |              |                                 |                                   |                  |          |
| 2                                                                       | 08/02/2014 | Séville   | Terre (ext.) | Klára Zakopalová                | M. T. Torró Flor                  | 6-3, 2-6, 6-1    | Parcours |
|                                                                         |            |           |              |                                 |                                   |                  |          |
| 2014 - Barrage (groupe mondial I) - Espagne - Pologne - 2 : 3           |            |           |              |                                 |                                   |                  |          |
| 3                                                                       | 19/04/2014 | Barcelone | Terre (ext.) | M. T. Torró Flor                | Urszula Radwańska                 | 4-6, 6-0, 6-1    | Parcours |
| 3                                                                       | 19/04/2014 | Barcelone | Terre (ext.) | Agnieszka Radwańska             | M. T. Torró Flor                  | 6-3, 6-2         | Parcours |

## Classements WTA en fin de saison

### En simple
| Année | 2008 | 2009 | 2010 | 2011 | 2012 | 2013 | 2014 | 2015 | 2016 | 2017 | 2018 |
| Rang  | 1017 | 517  | 258  | 459  | 99   | 65   | 89   | 127  | 460  | 210  | 805  |

source : (en) « Classements de María Teresa Torró Flor », sur le site officiel du WTA Tour

### En double
| Année | 2010 | 2011 | 2012 | 2013 | 2014 | 2015 | 2016 | 2017 | 2018 |
| Rang  | 426  | -    | 857  | 155  | 98   | 65   | 749  | 311  | 1156 |

source : (en) « Classements de María Teresa Torró Flor », sur le site officiel du WTA Tour